# Joseph Nunoo-Mensah

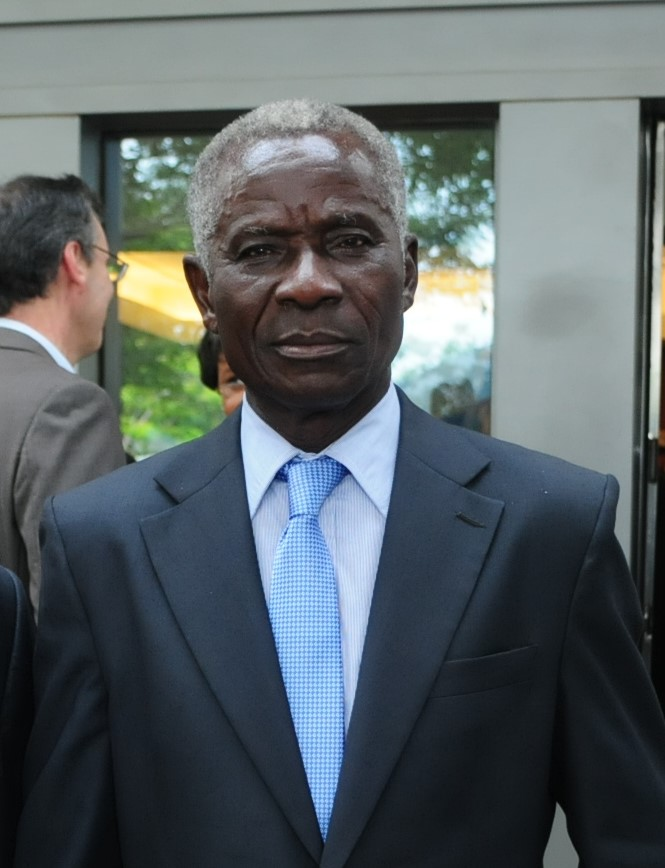
Joseph Nunoo-Mensah, 2013

Joseph Nunoo-Mensah (* 14. Februar 1939 in Winneba, Ghana) war Brigadegeneral der ghanaischen Streitkräfte und führender Politiker der Militärregierung des Provisional National Defence Council (PNDC) unter Jerry Rawlings in Ghana.
Brigadegeneral Nunoo-Mensah wurde während der ersten Militärregierung unter Jerry Rawlings und dessen Armed Forces Revolutionary Council im Jahr 1979 zum Oberbefehlshaber der ghanaischen Verteidigungskräfte (Chief of Defence Staff) ernannt. Bereits im November 1979 wurde er von der nunmehr demokratischen Regierung der People’s National Party unter Hilla Limann in den Ruhestand gesetzt.
Nach dem zweiten erfolgreichen Putsch von Jerry Rawlings wurde Nunoo-Mensah von Rawlings zum Mitglied der Militärregierung des PNDC am 2. Januar 1982 ernannt. Bereits im November 1982 führten Differenzen mit Rawlings zum Rücktritt aus der Militärregierung. Heute ist er Mitglied der Regierungspartei New Patriotic Party (NPP). Bei den Präsidentschaftswahlen des Jahres 1998 war er Wahlkampfleiter für den Kandidaten des NPP-internen Wahlkampfes von Nana Addo Dankwa Akufo-Addo, der dem späteren Präsidentschaftskandidaten der NPP John Agyekum Kufuor unterlag.